# メンチュヘテプ1世
メンチュヘテプ1世 (翻字: mnTw-Htp, ラテン文字転写: Mentuhotep, 生没年不詳)は、エジプト第1中間期またはエジプト第11王朝に分類される州侯。メンチュホテプ1世とも呼ばれる。また、メンチュヘテプ大王(Mentuhotep-aa, Mentuhotep the Great)とも呼ばれた。

## 治世

### 治世以前
古王国時代の崩壊によりそれぞれの州の豪族であり、中央政権より半ば独立していた長官、すなわち州侯の中にも王権を主張するものが現れはじめた。いち早く王位を主張したのはヘラクレオポリスの州侯ケティ1世であったが、これに遅れてテーベの第11王朝もエジプト統一の野心に燃える。

### 治世
第9王朝第3代ネフェルカラー7世の治世に前後して、第9王朝を支援していた上エジプト第3州の州侯アンクティフィの墓には、彼が上エジプト第4州コプトスと第5州テーベの州侯の連合軍と戦い、この反乱を食い止めたとある。しかし、アンクティフィの死後にはこのテーベのメンチュヘテプ1世が中心となって、のちにエジプト全土を統一する第11王朝へと発展していくのであった。なお、実際に王権を主張したのはメンチュヘテプ1世かアンテフ1世かどうかは不明であると松本 (1998)は言う。テーベの州侯として、メンチュヘテプ1世の支配域はナイル川第一急湍にまで及んでいたようである。

## 正体
メンチュヘテプ1世は、おそらくファラオには至らなかったテーベの州侯であったと考えられている。トトメス3世祝祭殿に刻まれているカルナック王名表は、29番目にメンチュヘテプ2世を、30番目にメンチュヘテプ3世を記録しているが、12番に隔絶して「メン...」というカルトゥーシュで囲われた王名も見られる(メンチュヘテプという王名は第11王朝にしかない)。これは、カルナック王名表が祖先を崇拝するためのものであって、時系列順のリストとして描くことを意図していなかったことが原因である。このため、この12番のファラオがメンチュヘテプ1世を示しているのかどうかは不明となっている。いずれにせよ、多くのエジプト学者は、メンチュヘテプ1世はただのテーベの州侯であった可能性があり、後世に王号を追贈されたのであろうと考えている。このため、この人物は慣習的に『メンチュヘテプ1世』と呼ばれている
。
エレファンティネ島にある、第6王朝末期の州侯ヘカァイブ(翻字: HqA-ib)の聖域から見つかった像の根本には、メンチュヘテプ1世は"Father of the gods"(神々の父)であると刻まれている。この「神々」とは、メンチュヘテプの直近の後継者であるアンテフ1世とアンテフ2世を示していると考えられる。よって、この称号よりこの「メンチュヘテプ」はおそらくアンテフ1世と2世の父であると考えられた。また、この「神々の父」という称号は王族には用いられないものであったので、これを根拠にメンチュヘテプ1世はファラオにはならなかったと考える説もある。
彼が王でなかったからなのか、メンチュヘテプの即位名は発見されていない。そもそもメンチュヘテプ1世の後の第11王朝の王がメンチュヘテプ2世まで即位名を持たなかったのか、ただ単に発見されていないのかはわからないが、メンチュヘテプ1世が即位名をついぞ持たなかったことは可能性としてある。
なお、メンチュヘテプ1世、アンテフ1世、2世、3世という、11王朝初期の王がホルス名と誕生名しか持っていない原因としては、彼らが初期王朝時代のファラオを模倣し、新たなエジプトの歴史の局面を切り開くという意思を持っていたからだという考え方が存在する。

## 家族
メンチュヘテプ1世の王妃はネフェルウ1世であった可能性があり、上掲のヘカァイブの彫像より子息はアンテフ1世およびアンテフ2世であると解釈される。なお、カルナック王名表は見たところ、王族ではない(=カルトゥーシュで囲まれていない)『アンテフ』という人物の名前を13番目に記録している。これはおそらく、第1中間期初期にヘラクレオポリスの第9王朝に忠実なテーベの州侯である、Ikuの息子大アンテフを示している可能性がある。しかしながら、カルナック王名表は時系列順に書かれていないため、この読解法はすべて正確というわけではない。